# Il brutto anatroccolo (film 1956)
Il brutto anatroccolo (in russo Гадкий утёнок?, Gadkij utënok) è un film d'animazione sovietico del 1956 realizzato presso lo studio di animazione Sojuzmul'tfil'm, basato sulla fiaba Il brutto anatroccolo dello scrittore danese Hans Christian Andersen.

## Trama
All'interno di una nidiata di anatroccoli, ne nasce uno diverso fisicamente dagli altri. Mamma anatra sa che per sopravvivere al crudele inverno è necessario che la sua nidiata venga accettata nell'aia, ma il permesso di rimanerci deve essere accordato dall'anatra leader dell'aia e del pollaio, la quale decide di cacciare il brutto anatroccolo in quanto lo ritiene troppo brutto. Il brutto anatroccolo sa che l'anatra leader avrebbe lasciato la sua famiglia ad affrontare un inverno terribile fuori dall'aia se lui non si fosse allontanato perciò a malincuore decide di andarsene via per salvarli. I giorni chiari e caldi dell'estate finiscono presto e il brutto anatroccolo solitario viene preso in giro in qualunque luogo girovaghi, così decide di nascondersi all'interno di un albero dove nessuno lo avrebbe visto e deriso. Con il passare delle settimane il brutto anatroccolo impara a volare. Esce solo di notte e nel buio non si accorge che le sue penne diventano grigie mentre cresce. Un giorno davanti al laghetto del suo albero vede uno stormo di cigni, va a conoscerli e scopre che uno di loro è suo padre. Il brutto anatroccolo si accorge di essere un cigno e si innalza in volo con gli altri. Passando sopra l'aia dove era stato rifiutato intravede e saluta sua madre Audrey, che lo aveva sempre difeso dagli altri e che diviene la nuova leader dell'aia.

## Distribuzione italiana
Il film venne trasmesso in Italia il 22 settembre 1966 sul Programma Nazionale Rai. La videocassetta VHS del film venne distribuita in Italia dalla Alfadedis Entertainment nel marzo 1998 con all'interno altri due film d'animazione: L'incantesimo dello gnomo e Uno scoiattolo vagabondo. Questa versione del cortrometraggio presenta un doppiaggio e una colonna sonora diversi, essendo tratta dalla serie americana Animated Classic Showcase. Venne in seguito trasmesso su Rai 3 nella stessa versione ma con un altro doppiaggio e con il titolo della serie cambiato in Fiabe da terre lontane.

## Doppiaggio italiano
Il secondo doppiaggio italiano fu a cura della SEDIF, mentre il terzo fu eseguito da Doppiaggio Internazionale.

## Riconoscimenti
- 1957 - Diploma del Primo Festival Internazionale di Londra